# モトール・シーチ
モトール・シーチ（ウクライナ語: АТ «Мотор Січ»）は、ウクライナのザポリージャに本社を置く航空用エンジンや産業用ガスタービンエンジンの製造メーカーである。スローガンは、飛行を生み出す為のエネルギー (ウクライナ語: Энергия, рожденная для полета)。
ソビエト連邦時代からアントノフ An-124とアントノフ An-225に搭載されるD-18TターボファンやD-36/D-436シリーズなど様々な航空機のエンジンを生産してきてきた。ソビエト連邦の崩壊後もカモフのKa-50やミルのMi-24、Mi-28のようなロシア連邦のヘリコプターの80％以上にエンジン（クリーモフ TV3-117など）を供給した実績があり、トルコのTAI T929 ATAK 2やUCAVのバイラクタル TB2などにも供給している。
1991年から経営権を持つロシア系ウクライナ人実業家のヴャチェスラウ・ボフスライェウは、ヴィクトル・ヤヌコーヴィチ政権に近い親露派の政治家でもあり、2014年9月にロシアとの取引が2014年クリミア危機の影響で制約を受けるようになった2015年からは中華人民共和国が主な顧客となって重慶でのエンジンの生産も合意した。
2017年9月に中国航空発動機集団の子会社である北京天驕航空産業投資有限公司（スカイリゾン）がモトール・シーチの株式の41％を取得するも、安全保障を理由にウクライナの裁判所命令で一時凍結され、翌2018年4月に強制捜査したウクライナ保安庁によれば中国共産党やロシアのウラジーミル・プーチン政権との繋がりもある中国人富豪の王靖の北京信威集団とともに実際は過半数の56%を中国企業に買収されていた。
2021年3月11日、ウクライナ国家安全保障・国防会議は、モトール・シーチを「戦略的重要性」などを理由に再国有化することを決定。同月23日にはウォロディミル・ゼレンスキー大統領が大統領令に署名して翌日に発効した。
2022年2月よりウクライナがロシアからの軍事侵攻を受ける中、モトール・シーチがロシアの国営軍事企業と結託して戦闘ヘリコプター用エンジンを東アジアや中東、欧州向けと偽って違法にロシアに輸出していたとして、ボフスライェウと幹部が反逆罪容疑で逮捕されたことが同年10月23日にウクライナ保安庁より発表された。